# Alsophis rufiventris
Alsophis rufiventris е вид влечуго от семейство Смокообразни (Colubridae). Видът е застрашен от изчезване.

## Разпространение
Разпространен е в Бонер, Саба и Сен Естатиус.
Регионално е изчезнал в Сейнт Китс и Невис.